# Aleksandr Kirichenko
Aleksandr Aleksandrovich Kirichenko (em russo:  Александр Александрович Кириченко; nascido em 13 de agosto de 1967) é um ex-ciclista ucraniano.
Ganhou a medalha de ouro no contrarrelógio individual (1 000 m) nos Jogos Olímpicos de Seul 1988, competindo para a União Soviética.